# Pinduradouro
Pinduradouro (ou Penduradouro) é uma aldeia transmontana, que pertence à freguesia de Gouvães da Serra, ao concelho de Vila Pouca de Aguiar e ao distrito de Vila Real, actualmente com menos de 50 habitantes a residir.
Foi recentemente encerrada a escola EB 1 de Pinduradouro, cuja Professora Coordenadora era Assunção dos Anjos Aires Parente.
Foi aberto um Concurso Público, em Fevereiro de 2008, pela Câmara Municipal de Vila Pouca de Aguiar, para uma obra de Urbanização em Pinduradouro, que consiste de uma Rede de Saneamento do Município. A obra tem uma Base de Licitação no valor de €154.907,94

## Locais a visitar
- Capela de São Jorge